# Église Notre-Dame-des-Douleurs de New York
Pour les articles homonymes, voir Église Notre-Dame-des-Douleurs.
La Church of Our Lady of Sorrows (en français : église Notre-Dame des Douleurs) est une église catholique romaine située dans l'archidiocèse catholique de New York, au 105 rue Pitt entre Rivington Street et Stanton, à Manhattan, à New York . La zone était auparavant connue sous le nom de Kleindeutschland (Petite Allemagne).    

## Histoire
L'église Notre-Dame des Douleurs a été créée en 1867 sous le nom de Our Lady of the Seven Dolors Church et est dirigée par les frères capucins. Elle a servi de paroisse nationale pour le grand nombre de catholiques allemands qui ont immigré à New York à la fin du XIXe siècle. Plus tard, elle est devenue une paroisse pour les immigrants italiens puis hispaniques . 

## Bâtiment
Notre-Dame des Douleurs a été construite en 1867-1868 dans le style victorien, néo-byzantin et néo-roman par Henry Engelbert. L'archevêque John McCloskey a consacré l'église le 6 septembre 1868.